# 카이로 지하철

카이로 지하철은 카이로의 거주자들과 그 외의 메트로폴리탄 지역을 포함한 사람들이 타는 지하철로 아프리카 최초의 지하철이라고 할 수 있다. 5시 30분부터 밤 12시까지 운행하며 여름에는 밤 1시까지 운행한다. 출퇴근 시간대를 제외한 평상시 운행간격은 8~10분이다. 요금은 거리에 관계없이 1회 탑승당 1이집트 파운드이며, 편성 중간부 (4, 5번째) 차량은 여성전용칸으로 운영된다. 현재 3호선까지 부분 개통되었으며, 계획상으로는 6호선까지 있다.

## 운행중인 노선

### 1호선
에어컨 시설이 있으며 길이는 28.5 킬로미터이다. 헬완에서 엘 마르그까지를 잇는 지하철이다. 1989년 4월에 개통된 북쪽 라인(쇼하다역에서 엘 마르그역까지)의 거리는 14.5 킬로미터이다. 역 간 평균 거리는 1.5 킬로미터이다.

### 2호선
길이 19 킬로미터의 2호선은 1990년에 개통되었다. 카이로 북부에서 나일강 건너에 있는 기자역까지 잇는 노선이었으며, 2000년 10월에 2개 역을 추가로 개통하였다.

## 계획 노선

### 3호선
엠바바에서 도시 중심부의 동쪽에 있는 살렘까지 연결하기로 예정되었으나 카이로 국제공항까지 건설하기로 조정되었다. 현재 아타바 역에서 알 아흐람까지 부분 개통하여 운행 중이다.

### 4호선
서남쪽 알 아흐람에서 동쪽의 나스르시까지 연결하기로 예정되었으며 길이는 24 킬로미터이다.

### 5호선
20 킬로미터의 길이로 1호선부터 6호선까지 반원을 이룰 것이다.

### 6호선
남북으로 19 킬로미터를 이을 것이다.

## 같이 보기
- 세계 각국의 도시 철도